# Svetlana Baskova
Svetlana Baskova (Светлана Юрьевна Баскова) est une réalisatrice, scénariste, productrice et chef opératrice russe née le 25 mai 1965 à Moscou.

## Biographie
Elle a fait ses études à l'Académie d'architecture de Moscou. Elle travaille comme artiste indépendante depuis 1990. Elle s'est affirmée comme cinéaste d'avant garde, ses films ont déjà remporté plusieurs prix. L'Éléphant vert et La Tête ont été présentés au festival de Rotterdam 2005 dans le cadre du thème "Passé récent et futur proche : le cinéma russe parallèle".

## Filmographie
Réalisatrice
- 1998 : Cockie - Kokki Le docteur qui court
- 1999 : L'Éléphant vert
- 2002 : Cinq bouteilles de vodka
- 2003 : La Tête
- 2006 : Mozart
- 2012 : Pour Marx...

Scénariste
- 1999 : L'Éléphant vert
- 2003 : La Tête

Chef opératrice
- 2003 : La Tête

Productrice
- 2003 : La Tête

## Prix et récompenses
Grand prix du Festival "Kinoshock" de la C.E.I., 2004, dans la catégorie "Films sans pellicule" pour La Tête